# Hötensleben
Hötensleben – gmina w Niemczech, w kraju związkowym Saksonia-Anhalt, w powiecie Börde, należąca do gmina związkowa Obere Aller.
1 stycznia 2010 do gminy przyłączono Barneberg, a dzień później gminę Wackersleben.